# Stahlbeton

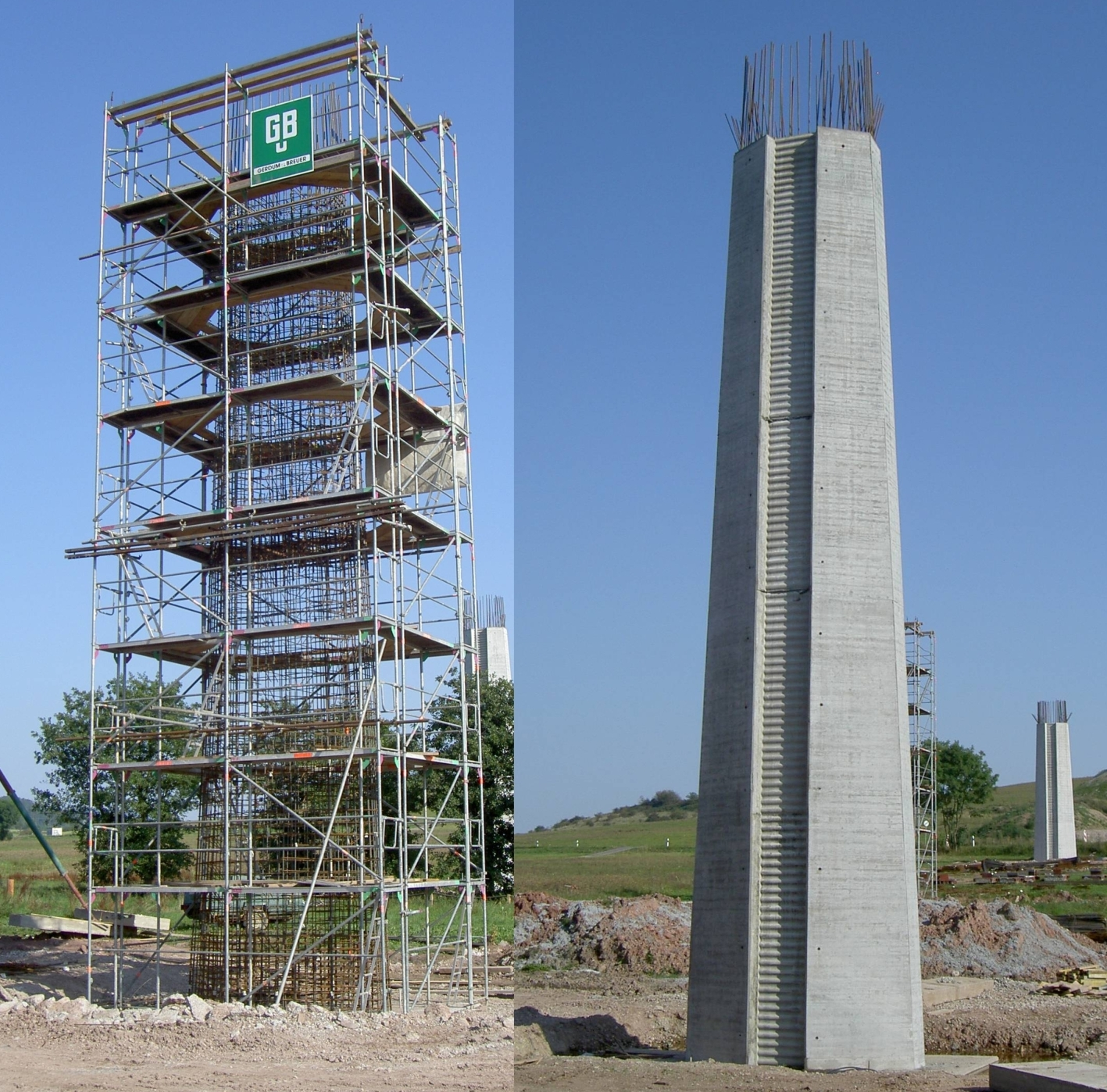
Stahlbetonbrückenpfeiler mit Bewehrung und fertig betoniert

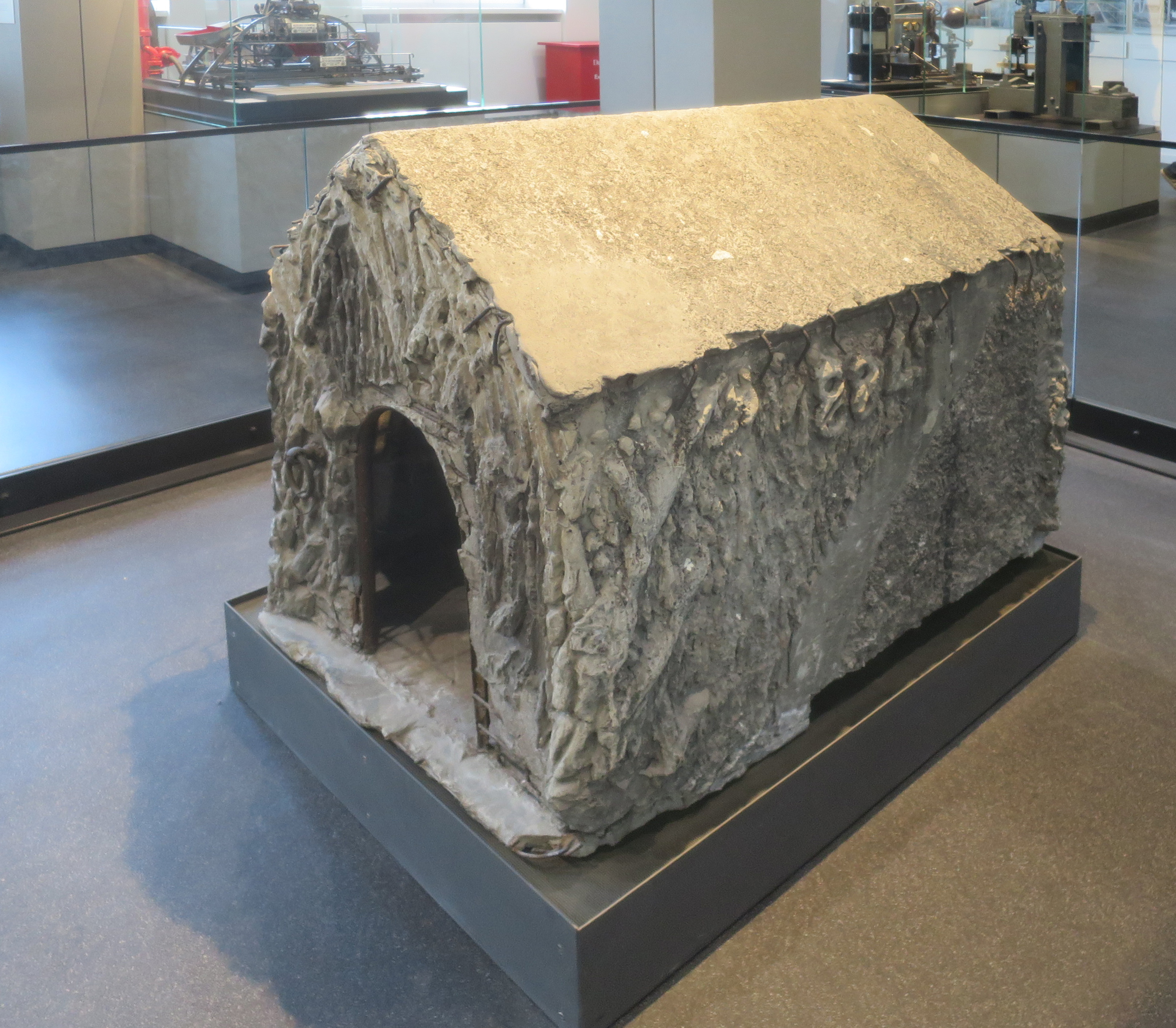
Die Hundehütte von Conrad Freytag, erstes Eisenbetongebäude in Deutschland, 1884

Stahlbeton, ehemals Eisenbeton, ein künstlicher Baustoff im Massivbau, ist ein Verbundwerkstoff aus den beiden Komponenten Beton und Bewehrungsstahl. Der Verbund beider Komponenten entsteht durch die Verklebung des Bindemittels Zement mit der Rippung des runden Bewehrungsstahls.
Beton hat im Vergleich zur Druckfestigkeit nur eine Zugfestigkeit von etwa 10 %. Stahl besitzt dagegen eine hohe Zugfestigkeit. Das Tragprinzip beim Baustoff Stahlbeton ist es daher, auf Zug beanspruchte Stellen eines Bauteils mit Stahl zu verstärken (z. B. bei Balken im Feldbereich unten), also zu bewehren, und in den übrigen Bereichen die Druckfestigkeit des Betons auszunutzen (z. B. bei Balken im Feldbereich oben). Bei stark auf Druck beanspruchten Bauteilen (z. B. Stützen) wird der Stahl (Bewehrung) auch zur Erhöhung der Druckfestigkeit herangezogen, also auf Druck beansprucht.
Wird der Stahlbeton zusätzlich mit Spanngliedern versehen, spricht man von Spannbeton.

## Bedeutung, Anwendung und Bauteile
Stahlbeton ist mit über 100 Millionen verbauten Kubikmetern im Jahr der wichtigste Baustoff Deutschlands. 12 % der deutschen Stahlproduktion werden jährlich zu rund 6 Millionen Tonnen Betonstahl verarbeitet. Der Einsatz von Stahlbeton statt des unbewehrten Betons ist notwendig, wenn in einem Bauteil Zugspannungen auftreten, die zu einem schlagartigen Versagen der Gesamttragfähigkeit führen könnten. Im Vergleich zu anderen Baustoffen wie Stahl, Holz oder Kunststoff ist seine Anwendung immer dann sinnvoll, wenn keine filigranen und leichten Tragstrukturen notwendig sind. Wie der Einsatz beim Bau von Bunkern zeigt, ist Stahlbeton bei ausreichenden Abmessungen auch für extreme Einwirkungen geeignet. Vorteilhaft sind insbesondere die Nichtbrennbarkeit und der hohe Feuerwiderstand. Grenzen bei der Benutzung des Baustoffes ergeben sich aus dem hohen Eigengewicht, das als tote Last die erforderliche Betonstahlmenge vergrößert und bei schlanken Konstruktionen infolge der Rissbildung zu großen Verformungen führt. In diesen Fällen ist der Einsatz einer Verbundkonstruktion oder von Spannbeton geeigneter. Dieser unterscheidet sich vom Stahlbeton durch eine planmäßige Vorspannung (= Vordehnung) der Stahleinlagen, der so genannten Spannglieder. Damit wird eine zusätzliche äußere Drucklängskraft aufgebracht, wodurch die Zugspannungen überdrückt werden und eine Rissbildung und somit die Bauteilverformung stark reduziert wird.
Typische Stahlbetonbauteile sind unter anderem biegebeanspruchte Bauteile, wie Decken, Balken oder Bodenplatten. Massive, großvolumige Bauteile wie Brückenpfeiler oder Stützwände werden im Regelfall mit diesem Material hergestellt, aber auch dünne schlanke Betonschalen wie etwa die HP-Schalen.
Die Bemessung und Herstellung von Stahlbeton wurde in Deutschland in der DIN 1045 geregelt, seit Einführung der Eurocodes sind die Regelungen europaweit einheitlich in DIN EN 1992 Eurocode 2 festgelegt.

## Eisenbeton – Stahlbeton
Im 19. Jahrhundert war das in Bauwerken verwendete Eisen in der Regel Schmiedeeisen. Auch das im Bessemer- bzw. Thomas-Verfahren oder in einem Siemens-Martin-Ofen erzeugte flüssige Eisen, das sich zum Ende des Jahrhunderts durchsetzte, wurde Flußeisen genannt. Man sprach daher von Eisenbeton (heute auch noch im Russischen und Bulgarischen üblich) oder Monierbeton (nach Joseph Monier). Voraussetzung für die Entwicklung modernen Betons war der von dem Engländer Joseph Aspdin als hydraulisches Bindemittel entwickelte und 1824 patentierte Portlandzement. In Verbindung mit einer die Zugkräfte aufnehmenden Eisen-, später Stahleinlage, entstand so Eisen- bzw. Stahlbeton. "Das neue Material Eisenbeton, seit einer Übereinkunft 1924 in Deutschland als Stahlbeton bezeichnet, [...] eröffnete [...] mit seinen konstruktiven und raumschaffenden Möglichkeiten eine 'neue Epoche in der Architektur'."' Der Begriff Stahlbeton bürgerte sich erst ab 1920 ein und erst 1942 folgte die Umbenennung des Deutschen Ausschusses für Eisenbeton in Deutscher Ausschuss für Stahlbeton. Dementsprechend wurde die DIN 1045 von 1937 Bestimmungen des Deutschen Ausschusses für Eisenbeton im Jahr 1943 durch die Bestimmungen des Deutschen Ausschusses für Stahlbeton ersetzt.

## Geschichte

Kragbalken mit Spannungsverteilung nach Bernoulli

In der Mitte des 19. Jahrhunderts wurden erstmals in Frankreich Betonbauteile durch Eiseneinlagen verstärkt. 1848 baute Joseph-Louis Lambot ein Boot aus eisenverstärktem Zementmörtel, das er 1855 patentieren ließ. Seit 1861 stellte der Gärtner Joseph Monier Pflanzkübel aus Zementmörtel her, die er mit einem Eisengeflecht verstärkte, damit sie nicht so leicht zerbrachen. 1867 erhielt er darauf ein Patent. Der Begriff Moniereisen wird auch für Bewehrungsstahl verwendet. Bereits 1861 veröffentlichte François Coignet Grundsätze für die Verwendung von bewehrtem Beton und stellte 1867 auf der Weltausstellung in Paris Träger und Röhren aus bewehrtem Beton aus. Schon 1852 hatte Coignet in Saint-Denis ein Gebäude mit Beton und Eisenprofilen gebaut. Der Gutspächter Joseph-Louis Lambot meldete 1855 ein Patent für einen neuen Holzbauwerkstoff an, den er „Ferciment“ nannte. Seiner Patentschrift kann folgendes entnommen werden: „Meine Erfindung hat ein neues Erzeugnis zum Gegenstand, das dazu dient, das Holz im Schiffbau und überall dort zu ersetzen, wo es feuchtigkeitsgefährdet ist, […]. Ich gebe diesem Netz (aus Draht und Stäben) eine Form, die im bestmöglichen Maße dem Gegenstand angepasst ist, den ich herstellen will und bette es anschließend in hydraulischen Cement oder ähnliches wie Bitumen, Teer oder ihren Gemischen […].“ Dieses Patent wurde dann von Coignet erweitert.
Parallel zu den französischen Ingenieuren führte der amerikanische Rechtsanwalt Thaddeus Hyatt seit 1855 Versuche über die Verwendung von Eiseneinlagen in Beton durch. In seinem Grundpatent von 1878 schrieb er: „[…] Hydraulic cements and concretes are combined with metal bars and rods, so as to form slabs, beams and arches. The tensible strength of the metal is only utilized by the position, in which it is placed in slabs, beams etc. […].“ Hyatt hatte die Tragwirkung erkannt. Auch der englische Bauunternehmer William Boutland Wilkinson erhielt schon 1854 ein Patent auf Eisenbeton und verwendete es um 1860 für Decken in Häusern. Ein weiterer Pionier des Eisenbetons in den USA war Ernest Leslie Ransome, der 1903 den ersten ganz aus Eisenbeton errichteten Wolkenkratzer in den USA baute (Ingalls Building, Cincinnati),  1884 ein Patent für seine schraubenförmigen Bewehrungsstäbe für Eisenbeton erhielt, 1890/91 die ersten Eisenbetonbrücken (kleine Fußgängerunterführungen) in den USA im Golden Gate Park in San Francisco baute und 1912 ein Buch über Eisenbetonbauten veröffentlichte.
In Deutschland erwarben 1885 Conrad Freytag und Gustav Adolf Wayss die Monierpatente. Von den ersten Experimenten, die Conrad Freytag durchführte, ist eine Hundehütte erhalten, die heute zur Sammlung des Deutschen Museum in München gehört und als ältestes Eisenbetonbauwerk Deutschlands gilt.  Im gleichen Jahr traf Wayss den Regierungsbaumeister Matthias Koenen, der damals Bauleiter des Reichstagsgebäudes war. Nach dem Ausräumen von Bedenken wegen der Korrosionsgefahr, Haftfestigkeit und unterschiedlicher Temperaturdehnungen sowie aufgrund von Versuchen entschloss sich Koenen, das neue System für Wände, Deckenplatten und Gewölbe anzuwenden. Seine Erkenntnisse veranlassten ihn eine Broschüre zu verfassen, die Wayss 1887 unter dem Titel „Das System Monier in seiner Anwendung auf das gesamte Bauwesen“ herausgab. Dennoch war der im Reichstagsgebäude vorrangig eingesetzte Baustoff Mauerwerksziegel, die für Fundamente und Pfeiler sowie ebenfalls für Wände und Gewölbedecken verwendet wurden.
Ein weiterer Pionier des Eisenbetonbaus war der Bauingenieur François Hennebique, der 1892 ebenfalls ein Patent auf Eisenbeton erhielt und sowohl im Brücken- als auch im Wohnungsbau Meilensteine setzte, unter anderem mit der Erfindung des Plattenbalkens. Das von ihm lizenzierte „System Hennebique“ wurde u. a. von Eduard Züblin und Max Pommer übernommen, die – wie Hennebique selbst – nach dieser Methode Ende des 19. Jahrhunderts die ersten reinen Stahlbetonbauwerke in Europa errichteten und sich nicht nur auf Gebäudeteile beschränkten. Als erstes nach dem System von François Hennebique in Stahlbetonbauweise erbaute Bauwerk Deutschlands gilt der von der Firma Eisenbetonbau Max Pommer 1898/99 unter dem Architekten Max Pommer ausgeführte Erweiterungsbau der Notendruckerei Carl Gottlieb Röder in Leipzig. Pioniere des Eisenbetonbaus in Russland waren Nikolai Belelubsky und Artur Loleit.
Wenig später brachte Emil Mörsch eine erste wissenschaftlich begründete Darstellung der Wirkungsweise des Eisenbetons. Die wurde 1902 veröffentlicht. Dazu führte Emil Mörsch als einer der Ersten umfangreiche Versuchsreihen durch. Er war schließlich von 1916 bis 1948 Professor für Statik der massiven Tragwerke, gewölbten Brücken und Eisenbetonbau an der Technischen Hochschule Stuttgart und hat dort die Bemessungsverfahren für Stahlbeton entscheidend mitgeprägt.
Monier errichtete 1875 bei Chazelet seine erste Eisenbetonbrücke, die 16,5 m Stützweite hatte und in der Schweiz entstand 1890 auf dem Areal der Jura-Cement-Werke in Möriken-Wildegg über einen Fabrikkanal eine 37,2 m weit spannende Bogenbrücke nach dem System Monier. In den 1890er Jahren wurden in Europa und den Vereinigten Staaten die ersten Brücken mit einbetonierten Eisenträgern nach einem System von Joseph Melan gebaut, 1899 mit der Georgsbrücke in Meiningen die erste in Deutschland. Der 1900 freigegebene Pont Camille-de-Hogues gilt weltweit als die erste größere Eisenbetonbrücke. Sie wurde von Hennebique entworfen; die erstmals Stützweiten von 100 m überwindenden Bogenbrücken Ponte del Risorgimento 1911 und Langwieser Viadukt 1914 wurden ebenfalls nach seinem System konstruiert. 1942 erreichte der Martín-Gil-Viadukt 210 m, 1964 die Gladesville-Brücke 305 m und 1980 die Krk-Brücke 390 m. Seit 1995 hat die Wanxian-Brücke mit 420 m den größten Betonbogen.
Zu den ersten Stahlbetonhochbauten in Deutschland zählt das Gebäude der „Königlichen Anatomie“ in München, erbaut von 1905 bis 1907 nach Plänen des Architekten Max Littmann. In den USA entstand 1902 mit dem 16-stöckigen Ingalls Building in Cincinnati das erste Hochhaus und 1903–1904 mit dem Packard-Automobilwerk der erste Fabrikbau in Eisenbeton.
Der 1956 eröffnete Stuttgarter Fernsehturm wurde als erster großer Funkturm der Welt in Stahlbetonbauweise errichtet und dient seither als Vorbild für zahlreiche weitere Funk- und Fernsehtürme.

## Komponenten

### Beton
Beton ist ein künstliches Gestein aus Zement, Gesteinskörnung (Sand und Kies oder Splitt), gegebenenfalls Zusatzmitteln und Wasser. Dieser Baustoff ist preiswerter als metallische Baustoffe (beispielsweise Stahl) herzustellen, je nach Konsistenz relativ einfach formbar und wegen seines verhältnismäßig günstigen Preises besonders geeignet für massive, großvolumige Bauteile, wenn bestimmte Randbedingungen, wie z. B. die Hydratationswärme oder Entmischung durch Schütthöhen besonders beachtet werden. Ein wichtiger Einsatzbereich ist auch der Bau im Wasser (sofortige Wasserbeaufschlagung durch hydraulische Aushärtung möglich), wobei hier weiches Wasser oder chemische Belastungen besonders zu beachten sind.
Seine mechanischen Eigenschaften sind gekennzeichnet durch eine relativ hohe Druckfestigkeit sowie eine niedrige Zugfestigkeit (ungefähr 10 % der Druckfestigkeit).

### Betonstahl
Betonstahl, auch als Bewehrungsstahl bezeichnet, ist ein spezieller, heutzutage gerippter oder profilierter Rundstahl mit einer hohen Zugfestigkeit ({\displaystyle f_{yk}} = 500 N/mm²). Dieser wird in die Schalung des Bauteils eingebaut und anschließend einbetoniert. Damit sich die Bewehrungsstäbe im fertigen Betonteil an der planmäßigen Stelle befinden und während des Betonierens nicht verschieben, werden sie mit Hilfe von Bindedraht untereinander zu einem Korb fixiert (zusammengerödelt). Beim Einfüllen des Betons, dem Betonieren, wird der Betonstahl durch den Beton komplett umhüllt, was den Verbund zwischen den beiden Baustoffen bewirkt. Um eine Mindestdicke an Beton zwischen der Stahlbewehrung und der Außenfläche des Betonteiles sicherzustellen, werden zwischen der Bewehrung und der unteren oder seitlichen Schalung Abstandshalter aus geeignetem Material (Kunststoff, Beton) eingebaut und mit einbetoniert.

### Abstandhalter bzw. Unterstützung

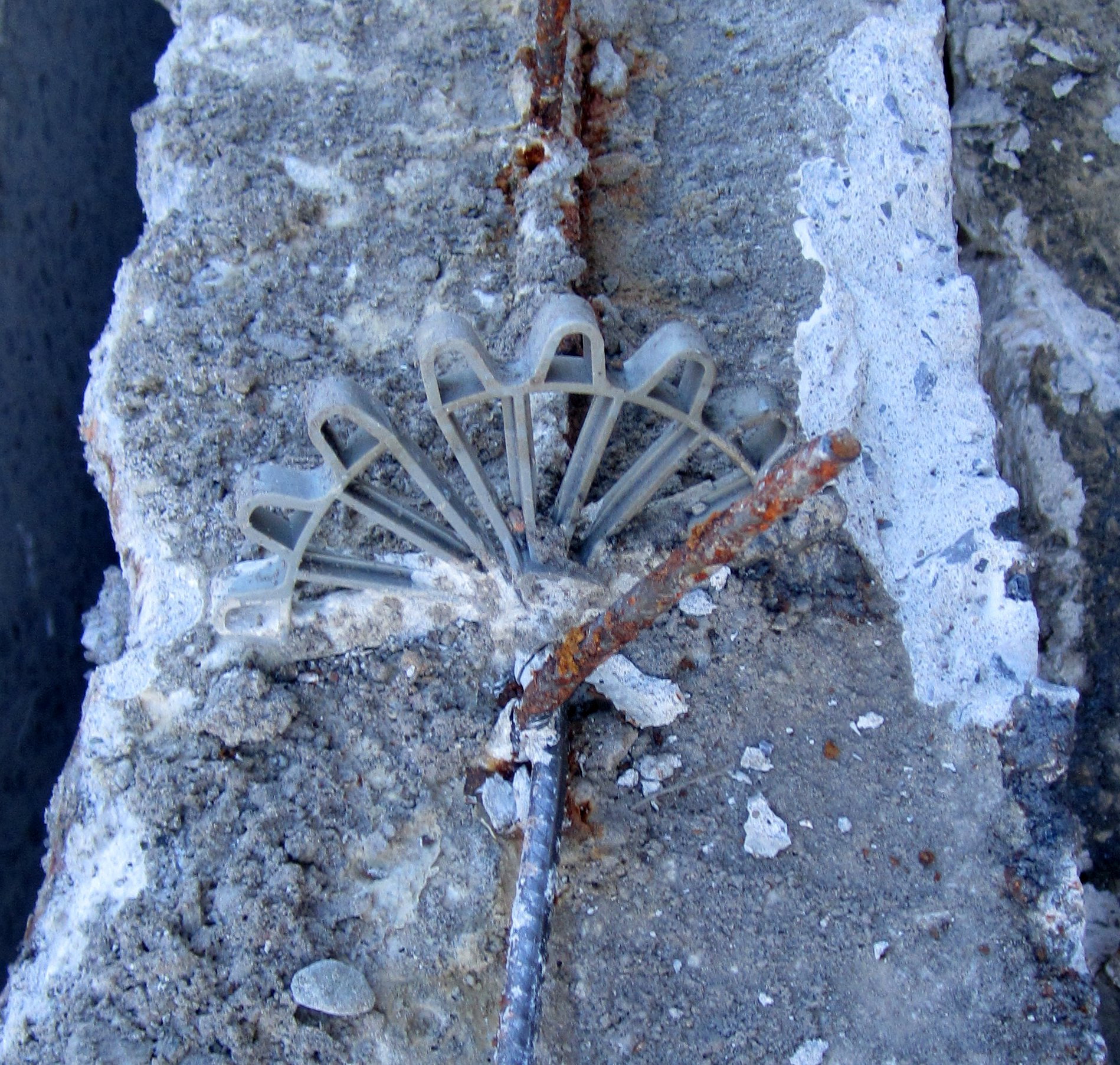
Ein Abstandhalter aus Kunststoff in Stahlbeton

Der Beton muss den Bewehrungsstahl zum Korrosionsschutz mit einer bestimmten, in den Normen festgelegten, Überdeckung einschließen. Dazu sind Unterstützungen und Abstandhalter einzubauen. Diese stellen den Abstand zwischen dem Betonstahl und der Schalung und damit der späteren Betonoberfläche sicher.

## Tragverhalten

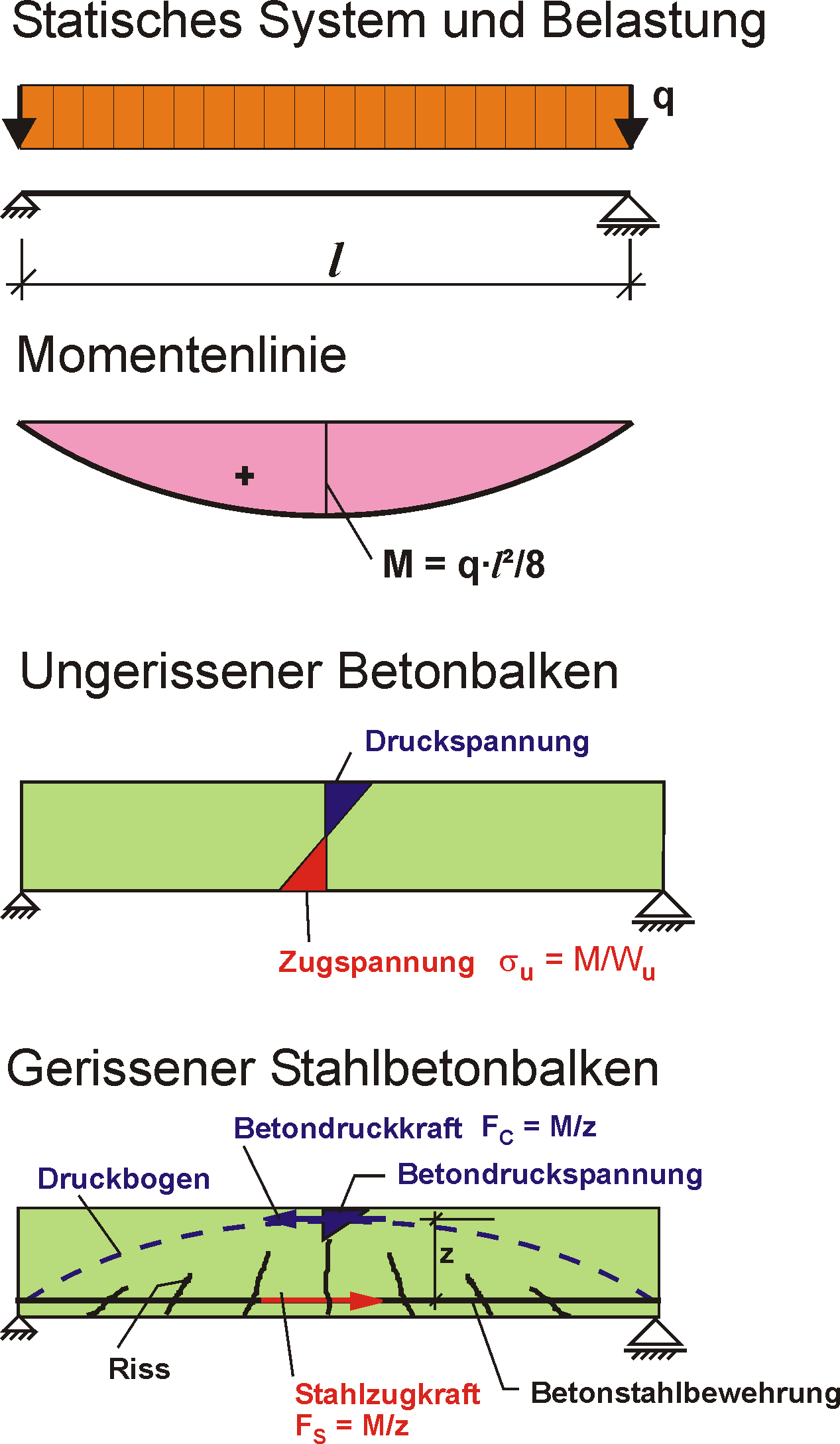
Tragverhalten des Stahlbetons

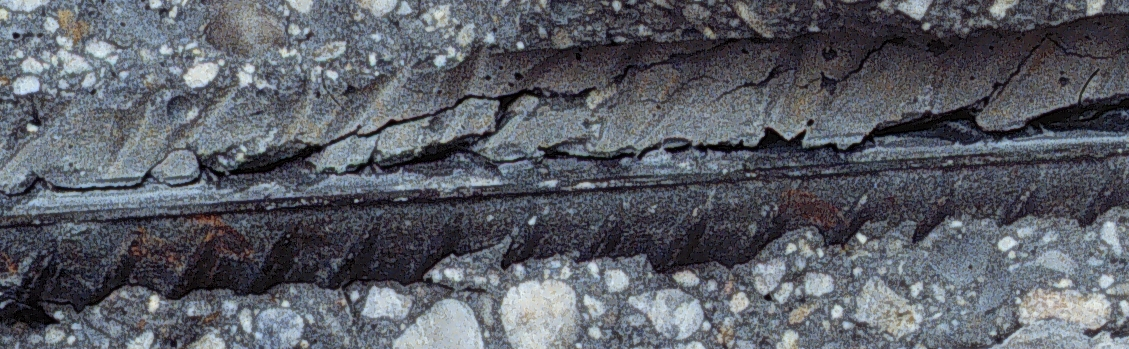
Beton und Betonstahl im Verbund

Der Verbund zwischen dem Beton und dem Betonstahl entsteht durch die Haftung des Bindemittels Zement (Haftverbund), durch die Reibung zwischen Stahl und Beton (Reibungsverbund) und durch den infolge der Rippung des Betonstahls erzeugten Formschluss (Scherverbund). In ungerissenem Stahlbeton sind die Dehnungen der beiden Baustoffe gleich groß. Dieser Zustand, ohne Relativverschiebungen zwischen Beton und Stahl, wird auch als vollkommener Verbund bezeichnet.
Unbewehrter Beton versagt bei Zugbeanspruchung aufgrund seiner Sprödigkeit ohne ankündigende Rissbildung schlagartig. Dies geschieht im Vergleich zur Druckbeanspruchung schon bei geringer Belastung, weil die Zugfestigkeit klein ist. Aus diesem Grund werden die zugbeanspruchten Bereiche des Betons mit Bewehrungsstahl versehen, der einbetoniert ist. Da der Beton auf Zug den großen Dehnungen des Stahls nicht folgen kann, reißt er im Zugbereich. Im Bereich eines Risses ist dann nur noch der Bewehrungsstahl wirksam. Zug- bzw. biegezugbeanspruchte Bauteile können daher so bemessen und hergestellt werden, dass sich das Bauteilversagen durch eine intensive Rissbildung und signifikante Verformungen vorankündigt. Zur wirklichkeitsnahen Berechnung der Verformungen werden die Berechnungsverfahren der Baustatik erweitert, wie beispielsweise mit der nichtlinearen Stabstatik. Bei Bauteilen, die auf Druck beansprucht werden, können Stahleinlagen die Tragfähigkeit auf Druck erhöhen.
Stahl und Beton haben einen gleich großen Wärmeausdehnungskoeffizienten (10−5 K−1 nach den Stahlbetonnormen), was bei Temperaturänderungen in etwa gleich große Wärmedehnungen der beiden Materialien zur Folge hat und somit keine nennenswerten Eigenspannungen im Verbundwerkstoff Stahlbeton bewirkt.

## Dauerhaftigkeit von Stahlbeton

### Karbonatisierung
Eine Voraussetzung für die Dauerhaftigkeit des Verbundwerkstoffs ist das alkalische Milieu mit einem pH-Wert von 12 bis 14. Dieses entsteht durch die Umwandlung von Kalkstein in Calciumhydroxid während der Hydratation des Betons und stellt bei ausreichender Betonüberdeckung einen langfristigen Schutz des Betonstahls vor Korrosion sicher (siehe auch Betonkorrosion). Mit einem pH-Wert von weniger als 10 ist dieser Schutz, die sogenannte Passivierung, nicht mehr vorhanden. Ausgehend von der Betonoberfläche wird durch Feuchtigkeit und Kohlensäure die Alkalität des Betons und somit die Dicke der Passivierungsschicht um den Betonstahl mit der Zeit reduziert, wobei die sogenannte Karbonatisierungsgeschwindigkeit abnimmt. Risse im Stahlbetonbauteil können diesen Prozess fördern.
Sobald Bewehrungsstahl korrodiert, vergrößert sich sein Volumen und ein Druck wird auf den umgebenden Beton aufgebaut. Dies kann etwaige Risse verbreitern, was den Korrosionsprozess wiederum beschleunigt und schließlich ein Abplatzen des Betons zur Folge hat.
Für einen verbesserten Korrosionsschutz kann Betonstahl feuerverzinkt oder mit Epoxidharz beschichtet werden. Auch die Verwendung von nichtrostendem Stahl und GFK-Bewehrung ist möglich. Die genannten Bewehrungselemente benötigen in Deutschland eine bauaufsichtliche Zulassung. Gemäß allgemeiner bauaufsichtlicher Zulassung (abZ) für feuerverzinkte Betonstähle ist es bei Verwendung von feuerverzinktem Betonstahl in den Expositionsklassen XC1 bis XC4 eine Abminderung der Betondeckung um bis zu 10 mm möglich.
Eine Liste bauaufsichtlich zugelassener Bewehrungselemente führt das Deutsche Institut für Bautechnik. Edelstahl kostet je nach Qualität etwa das 10fache von normalem BSt 500 Bewehrungsstahl.
Zum Schutz gegen Korrosion des Bewehrungsstahles infolge Karbonatisierung oder Chlorideindringung kann auch ein Kathodischer Korrosionsschutz mit einer Fremdstromanode, die über Gleichrichter mit einem Schutzstrom (eigentlich nur eine Polarisierung) gesteuert werden, angewendet werden, beispielsweise im Brückenbau.
Der Nachweis der Dauerhaftigkeit von Stahlbetonbauteilen beruht auf einem Zeitraum von 50 Jahren.

### Risse

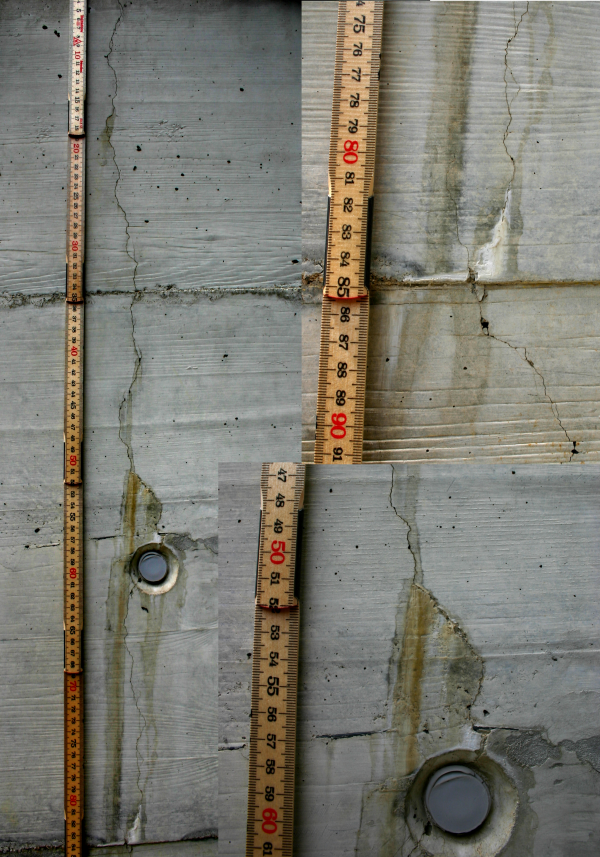
Durchgehende Schwindrisse in einer Stahlbetonstützmauer (Alter etwa 4 Jahre), Korrosion des Bewehrungsstahls wird durch Eindringen von Wasser in die Oberfläche gefördert

Risse in Stahlbetonbauteilen sind Bestandteil des Tragverhaltens und daher meist kein Mangel, sofern die Rissbreiten die in den Normen als zulässig definierten Werte nicht überschreiten und keine rissfreie Fläche vereinbart wurde. Risse können prinzipiell drei Ursachen haben:
1. Direkte Einwirkungen: Aus der Belastung (z. B. Eigengewicht, Verkehrslast) des Bauwerks herrührende Zugspannungen überschreiten (also in der – durch statisches System, Bauteilgeometrie und Belastung gegebenen – Zugzone eines Bauteilquerschnitts) die durch den Baustoff dort aufnehmbare Zugspannung (ca. 1/10 der aufnehmbaren Druckspannung).
2. Indirekte Einwirkungen: Beton hat komplexe Eigenschaften, während der Erhärtung „schwindet“ das Betonvolumen und unter Dauerbelastung erleidet er plastische Verformungen, er „kriecht“. Eine Behinderung der Verformungen führt zu Zwangschnittgrößen, die den Bewehrungsstahl in den Zugzonen aktivieren, wie die direkte Einwirkung.
3. Eigenspannungen: Beim Schwinden des Betons ergibt sich aufgrund des Wärmeaustausches an der Betonoberfläche eine ungleichmäßige Temperaturverteilung über den Querschnitt, die zu Zugspannungen an der Oberfläche und bei Überschreiten der Zugfestigkeit des Betons zu Rissen führt.

Risse sind im Verbundwerkstoff Stahlbeton im Regelfall (zwangsläufig) zulässig, in Abhängigkeit von Umweltbedingungen und Nutzung des Bauteils sieht der Eurocode 2 beispielsweise eine Begrenzung der Breite auf 0,1 bis 0,4 mm vor. Die Schweizer Norm SIA 262 begrenzt die Spannungen im Bewehrungsstahl auf bis zu 50 % der Streckgrenze.
Eine konstruktive Maßnahme gegen zu große Rissbreiten ist das Einlegen einer ausreichenden, feinverteilten Bewehrung (viele dünne statt weniger dicker Stähle), die die Risse zwar nicht verhindert, aber dafür sorgt, dass statt einiger weniger, breiter Risse entsprechend mehr, aber schmale und somit unbedenklichere Risse entstehen. Diese Maßnahme steigert die Dauerhaftigkeit des Bauteils und verbessert den optischen Eindruck.
Bei Sonderbauteilen, wie Bodenplatten von Tankstellen, die rissfrei ausgeführt werden müssen, wird dies durch entsprechende Bauteilgeometrien und Dehnfugen oder durch Vorspannen sichergestellt. Der Einfluss der Bewehrung zur Sicherstellung einer Rissfreiheit ist von untergeordneter Bedeutung.
Von den unvermeidbaren konstruktiven Rissen sind Oberflächenrisse zu unterscheiden, die grundsätzlich unerwünscht sind und häufig betontechnologische Gründe haben, wie eine ungünstige Frischbetonzusammensetzung (mit z. B. zu hoher Hydrationswärmeentwicklung), einen nicht ordnungsgemäßen Betoneinbau und eine ungenügende Nachbehandlung der Frischbetonoberfläche.

### Korrosion der Bewehrung
Die Bewehrung wird normalerweise durch den pH-Wert des Betons (ca. 10–13) geschützt. Wird dieser pH-Wert unter 9 gedrückt z. B. durch Alkalisierung des Betons infolge saurem Regen oder durch Einwirkung von Chlorid (Salzstreuung im Winter) so ist dieser Schutz nicht mehr gegeben und der Stahl beginnt zu korrodieren. Es muss der Bewehrungsstahl in solchen Situationen daher geschützt werden um die Gebrauchsdauer der Stahlbetonkonstruktion zu erhalten.
Im Brückenbau, besonders bei Autobahnbrücken, wird der kathodische Korrosionsschutz (KKS) mittels Fremdstromanode durchgeführt. Dazu wird ein Anodengitter aus beschichtetem Titan auf die zu schützende Oberfläche aufgebracht und mit Spritzbeton circa 2 cm bis 3 cm eingespritzt. Der Spritzbeton dient dabei als Elektrolyt. Der Strom wird über Gleichrichter in die Bewehrung eingeleitet und so der kathodische Schutz erreicht. Die Maßnahme wird mit einem automatischen Überwachungssystem laufend überprüft.

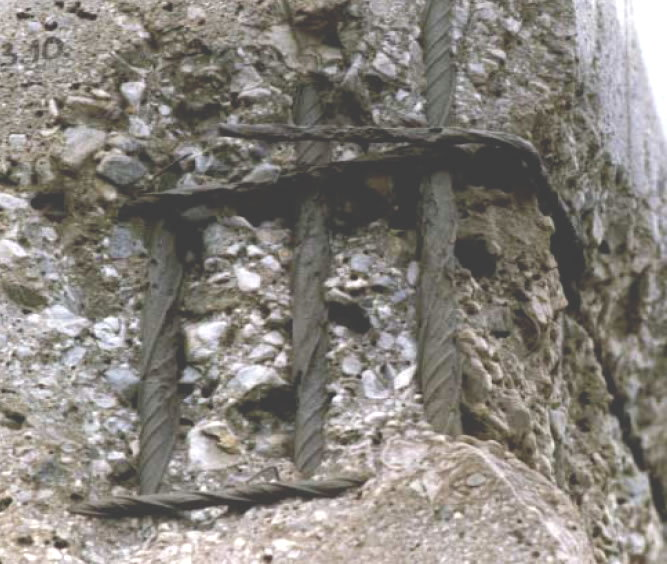
Korrosion von Baustahl
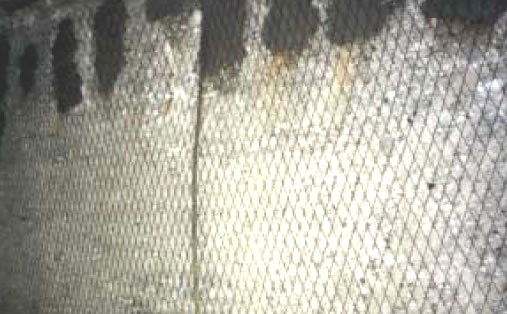
Anodengitter für den KKS
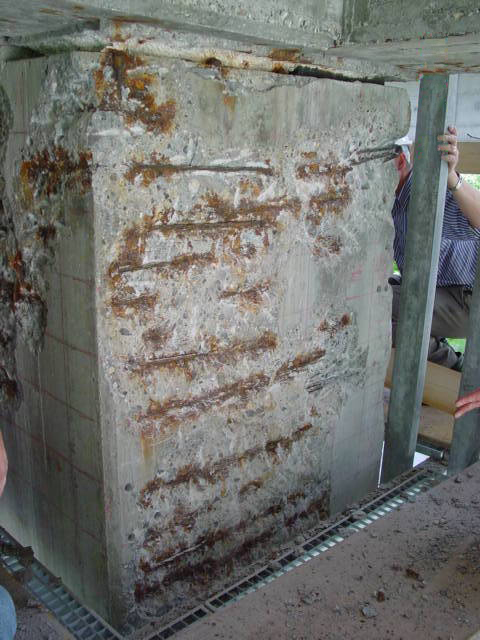
Korrosion eines Pfeilers der Lieserschluchtbrücke
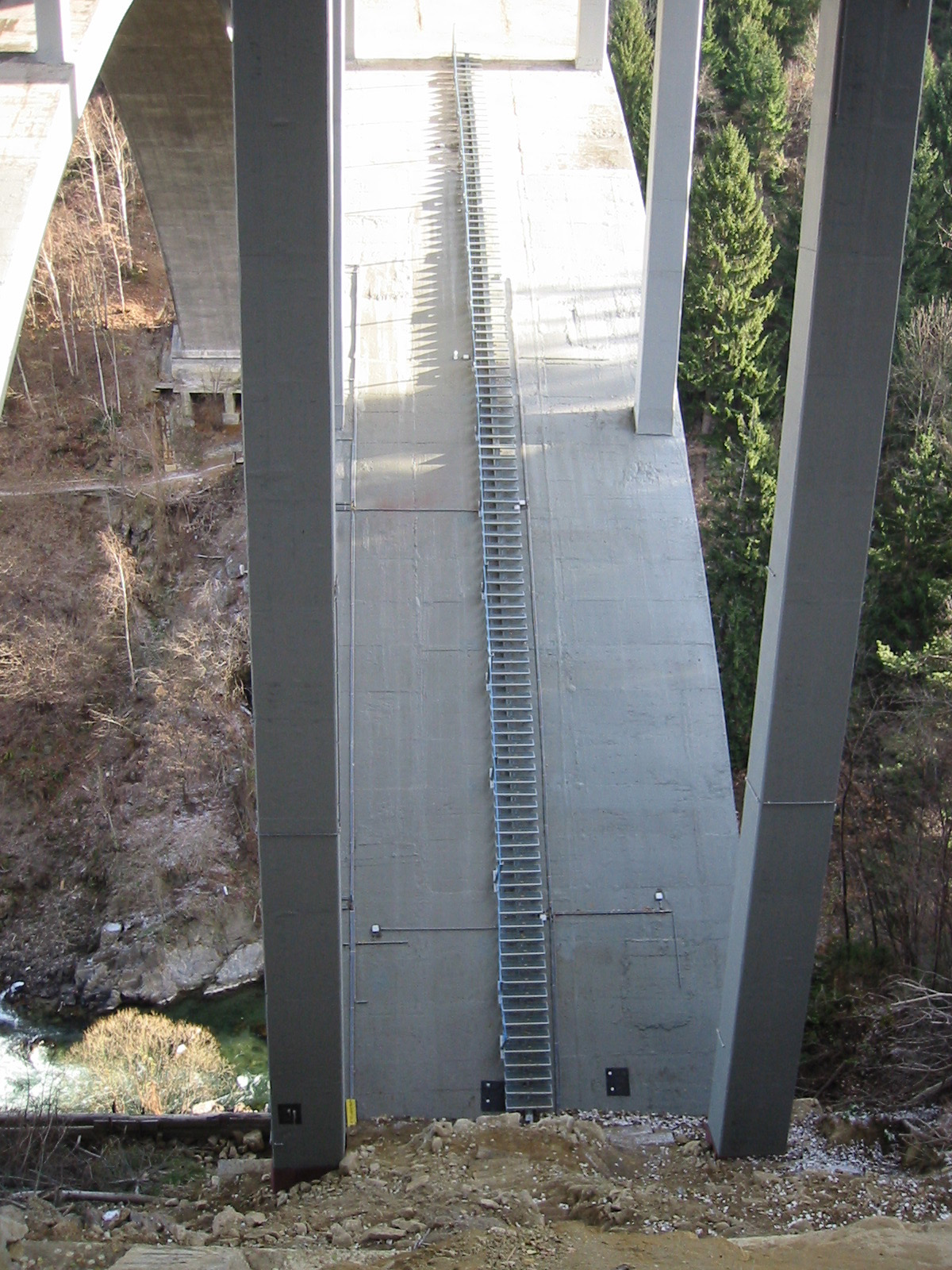
KKS-Felder der Lieserschluchtbrücke

## Einbauteile
Neben dem Betonstahl werden planmäßig auch andere Bauelemente einbetoniert. Diese werden als Einbauteile bezeichnet. Sie dienen meist der Befestigung von Bauelementen am Stahlbetonbauteil, wie zum Beispiel Stahlkonstruktionen. Dazu zählen unter anderem Ankerplatten und Ankerschienen. Weitere Einbauteile, wie Dübelleisten oder Seilschlaufen, ersetzen eine geometrisch schwierige und aufwändige Betonstahlbewehrung durch eine für die Beanspruchung des Betons spezielle entwickelte „Stahlkonstruktion“.

## Alternativen
Bei Carbonbeton kommen statt Stahl als Bewehrung korrosionsbeständige Kohlenstofffasern zum Einsatz.